# لي غارمس
لي غارمس (27 مايو 1898-31 أغسطس 1978) مصور سينمائي أمريكي عمل خلال مسيرته المهنية مع المخرجين مثل هاورد هوكس، وماكس أوفيلس، وجوسيف فون ستيرنبيرغ، وألفريد هيتشكوك، وكينغ فيدور ، ونيكولاس راي، و هنري هاثاوي ، الذين التقى بهم عندما كان شابًا عندما جاء الاثنان لأول مرة إلى هوليوود في العصر الصامت. كما شارك في إخراج فيلمين مع كاتب السيناريو الأسطوري بن هيشت: ملائكة فوق برودواي والممثل والخطيئة.

## نشأته
ولد لي غارمس في بيوريا ، إلينوي ، وجاء إلى هوليوود في عام 1916. كانت وظيفته الأولى كمساعد في قسم الطلاء في استوديوهات توماس إتش إينس، لكنه سرعان ما أصبح مساعد كاميرا قبل أن يصبح مصور بدوام كامل. كانت أفلامه الأولى عبارة عن أفلام كوميدية قصيرة ، ولم تنطلق مسيرته المهنية بالكامل حتى عرض الأفلام الصوتية.

## روابط خارجية
- Lee Garmes في قاعدة بيانات الأفلام على الإنترنت
- Lee Garmes  على موقع أول موفي
- لي غارمس في تيرنر كلاسيك موفيز
- Lee Garmes at the Internet Encyclopedia of Cinematographers
- Lee Garmes at Film Reference
- Lee Garmes Cinema Institute